# Raketový útok na Mariupol v lednu 2015
Raketový útok na Mariupol byl sérií ostřelování okrajového sídliště města Mariupol, který se odehrál dne 24. ledna 2015 pomocí salvového raketometu Grad a Uragan. Tento teroristický útok si vyžádal 29 obětí včetně dvou dětí a nejméně 92 zraněných včetně pěti dětí.
Během útoku došlo k ostřelování sídliště Schidnyj (Východní) na okraji Mariupolu a kontrolního stanoviště Ozbrojených sil Ukrajiny ve Vynohradném, malé vsi v předměstí Mariupolu. Tentýž den vyhlásil tehdejší prezident Ukrajiny Petro Porošenko státní smutek.
Na základě těchto tragických událostí byl místním uskupením nezávislých žurnalistů Priazov.tv natočen dokumentární film Černý leden z cyklu filmů Město hrdinů (The City of the Heroes).

## Průběh útoku
Dne 24. ledna 2015 v 9:15 východoevropského času (UTC+2) došlo k ostřelování několika raketami sídliště na východním okraji Mariupolu. Podle informací tiskové služby ukrajinských ozbrojených sil byly zaregistrovány dopady několika odpálených raket v areálu dvou škol a blízko místního tržiště. Celkem bylo zaregistrováno ostřelování nejen infrastruktury sídliště, ale také několik bytových domů.
Podle zprávy mise OBSE se útok skládal ze tří fází raketových útoků, první se odehrála ráno v 9:15, druhá a třetí až odpoledne, a sice v 13:02 a 13:21 místního času.
V 10:20 dorazili příslušníci monitorovací mise OBSE, kteří měl zdokumentovat tento teroristický útok.
V 13:09 městská administrace zahájila evakuaci obyvatel do jiných obvodů města.
V 13:25 kvalifikovala prokuratura Doněcké oblasti ostřelování východního okraje Mariupolu jako teroristický útok.
Ten samý den vyhlásil vůdce tzv. DLR Alexandr Zacharčenko ofenzívu na Mariupol, která však byla díky rychlé reakci ukrajinských ozbrojených jednotek rychle zastavena.